# NGC 2022
NGC 2022 là một tinh vân hành tinh trong chòm sao Orion. Trong kính thiên văn nghiệp dư cỡ trung bình, nó trông giống như một mảng ánh sáng nhỏ màu xám. Nó không sáng lắm nhưng vẫn dễ dàng nhận ra nó trong thị kính. Nó có đường kính góc 0,65 arcminutes.

## Bộ sưu tập

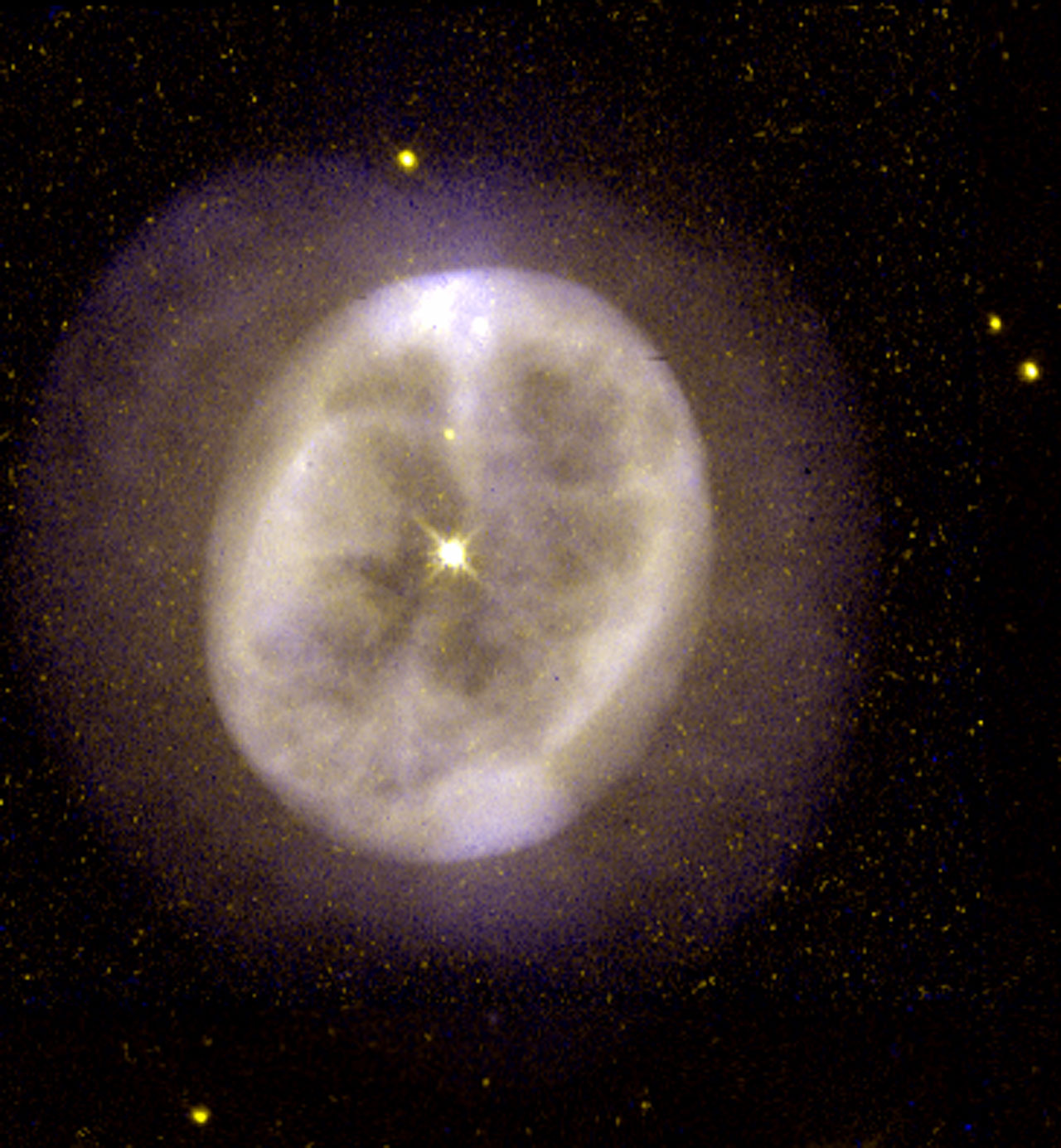
Hình ảnh Kính viễn vọng Không gian Hubble (HST) của NGC 2022. Tín dụng: HST / NASA / ESA.
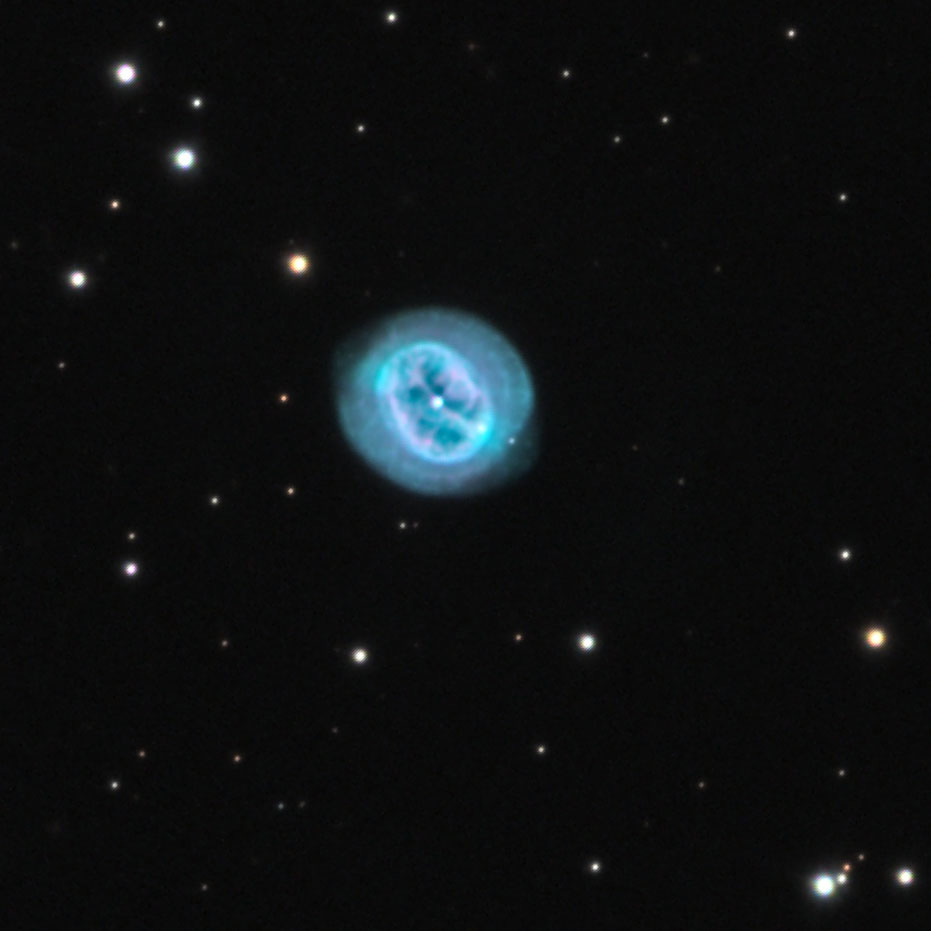
NGC 2022 chụp tại Núi Lemmon SkyCenter (Tucson, AZ) bằng Kính viễn vọng Schulman 0,8m. Hình ảnh từ  Adam Block.